# Вертикальный луч солнца
«Вертикальный луч солнца» (фр. À la verticale de l'été, вьет. Mùa hè chiều thẳng đứng) — фильм 2000 года, сценаристом и режиссёром которого является французский режиссёр вьетнамского происхождения Чан Ань Хунг. Немецкое название фильма — «Лето в Ханое» (нем. Ein Sommer in Hanoi). Известны также другие переводы названия этого фильма на русский язык: «Прямой луч солнца» и «В разгар лета» и «Вертикальное лето».
«Вертикальный луч солнца» — третий, завершающий фильм из так называемой «вьетнамской кинотрилогии» Чан Ань Хунга.

## Сюжет
Конец 1990-х годов в Ханое — древней патриархальной столице Вьетнама. Яркое и солнечное, роскошное вьетнамское лето. Обычная обеспеченная столичная семья, которая состоит из трёх сестер и брата, собирается вместе, чтобы отметить годовщину смерти родителей. Четко выраженная сюжетная линия отсутствует. Лишь внешне неторопливые и счастливые семейные хлопоты проходят перед нашими глазами.
Однако, наблюдая за тем, как родные общаются и помогают друг другу, мы постепенно замечаем, что за их внешним благополучием скрываются чувственные семейные драмы — смерть близких, измена, невозможность иметь детей. Но особенность фильма в том, что режиссёр делает для нас все эти открытия как-то поразительно деликатно и нежно.
Самая младшая сестра одинока, она живёт с братом и отчаянно влюбляется в него. Но любовь между близкими родственниками запретна. Другая сестра замужем за человеком, у которого давно есть и другая семья, и ребёнок на стороне. Но она любит его, и он тоже любит её, причём ровно настолько, насколько и другую жену. А третья сестра и её муж скоро станут родителями…
Колониальная французская архитектура, буйство тропических растений и фруктов, красивая девушка, юноша с книжкой, ленивый дух жаркого тропического лета. Прекрасные виды залива Халонг. Созерцательный и неторопливый, фильм словно приглашает нас вместе с автором насладиться гармонией жизни природы и жителей Юго-Восточной Азии.

## В ролях
| Актёр           | Роль                    |
| --------------- | ----------------------- |
| Чан Ны Йен Кхе  | Младшая сестра Лиен     |
| Ле Кхань        | Средняя сестра Кхань    |
| Ньы Куинь       | Старшая сестра Шионг    |
| Нго Куанг Хай   | Брат Хай                |
| Чан Мань Кыонг  | Муж средней сестры Киен |
| Тю Хынг         | Муж старшей сестры Куок |
| До Тхи Хай Йен  | Муи                     |
| Чан Ны Ланг Кхе | «Маленький мышонок»     |

## Дополнительные факты
- В 2000 году фильм был представлен в программе «Особый взгляд» на 53-м Каннском кинофестивале[6].